# Лакшманшастрі Халбе
Лакшманшастрі Морешваршастрі Халбе (маратхі: लक्ष्मणशास्त्री मोरेश्वरशास्त्री हळबे, 1831 —1904) — індійський письменник, що писав мовою маратхі.

## Життя та творчість
Походив із заможної брахманської родини. Здобув освіту у Пуні та Бомбеї. З часом вивчив англійську мову, був знайомий із досягнення західної літератури. Водночас вивчав класичні індуїстські тексти. Згодом стає пандитом, знавцем з індуїзму.
Разом із здобуттям знань починає писати оповідки, розповіді, повісті. Найбільш відомим є роман «Муктамала» (1861 рік), що викликав до життя цілу серію однотипних творів. Авантюрно-пригодницький сюжет з незмінною любовною історією, перемога чесноти і покарання пороку. У романі помітно проступають прикмети епохи: дія переривається розлогими деклараціями про користь знань, наук, про правомірність шлюбу вдів (на кшталт творів В. Гюгю).
Лакшманшастрі Морешваршастрі Халбе заклав підвалини жанру адбхут-кадамбарі (чарівний, фантастичний роман), на структуру і поетику якого наклали свій відбиток класичний санскритський роман, арабо-перська казка, дастан, проза на урду.